# Gehyra marginata
Gehyra marginata (хальмахерійська дтелла) — вид геконоподібних ящірок родини геконових (Gekkonidae). Ендемік Індонезії.

## Поширення і екологія
Хальмахерійські дтелли мешкають на островах Хальмахера, Моротай, Тернате і Обі в архіпелазі Молуккських островів. Вони живуть у вологих тропічних лісах, парках і садах, на висоті до 500 м над рівнем моря. Ведуть деревний спосіб життя.